# De loge (Renoir)
De loge (Frans: La loge of L'avant-scène) is een schilderij van Pierre-Auguste Renoir. Hij schilderde het in 1874 en stelde het datzelfde jaar tentoon op de eerste expositie van de impressionisten. Het maakt deel uit van de collectie van de Courtauld Gallery in Londen, waar het als een van de topstukken geldt.

## Voorstelling
In het leven van de bourgeoisie van Parijs nam het theater in de negentiende eeuw een belangrijke plaats in. De loges en foyers waren een belangrijke ontmoetingsplek voor de beau monde; een plaats waar contacten aangehaald werden en rijkdom en de laatste mode tentoongespreid, in een strak net van sociale conventies.
Renoirs onderwerpkeuze sluit aan bij de voorliefde van veel impressionisten om het moderne leven van de gegoede klasse vast te leggen. Als modellen koos de schilder voor zijn broer Edmond en Nini Lopez, een meisje uit Montmartre dat de weinig vleiende bijnaam gueule en raie (roggenkop) had en later nog vaker voor hem zou poseren. Zoals in die tijd gebruikelijk was, zit de vrouw vooraan met haar arm op de leuning, terwijl de man achter haar plaats heeft genomen met zijn toneelkijker de andere loges afspeurend. Nini houdt haar kijker juist in de hand en staart de toeschouwer recht aan. Het schilderij bezit geen psychologische diepte, maar blinkt uit in een losjes geschilderde weergave van de porseleinen huid, de stijlvolle zwart-witte jurk, de parelkettingen en de bloemen op de jurk en in het haar.
Renoir was een van de organisatoren van de eerste expositie van de impressionisten in de studio van Nadar in 1874. De loge oogstte daar, in tegenstelling tot de meeste andere werken, de nodige bewondering en zou later tot een van de hoogtepunten van de stroming uitgroeien. De theaterloge zou Renoir en zijn collega's, zoals Edgar Degas, Mary Cassatt en Eva Gonzalès met enige regelmaat blijven inspireren.

## Herkomst
- 1875: de kunsthandelaar Paul Durand-Ruel stelt het werk in Londen tentoon, maar kan geen koper vinden.
- Renoir verkoopt het later voor 425 Franse frank aan Père Martin, een kleine handelaar.
- Durand-Ruel koopt het werk van een andere verzamelaar voor 7.500 frank en houdt het langdurig in eigen bezit.
- 1922: verkocht aan Samuel Courtauld voor 22.000 pond.

## Afbeeldingen

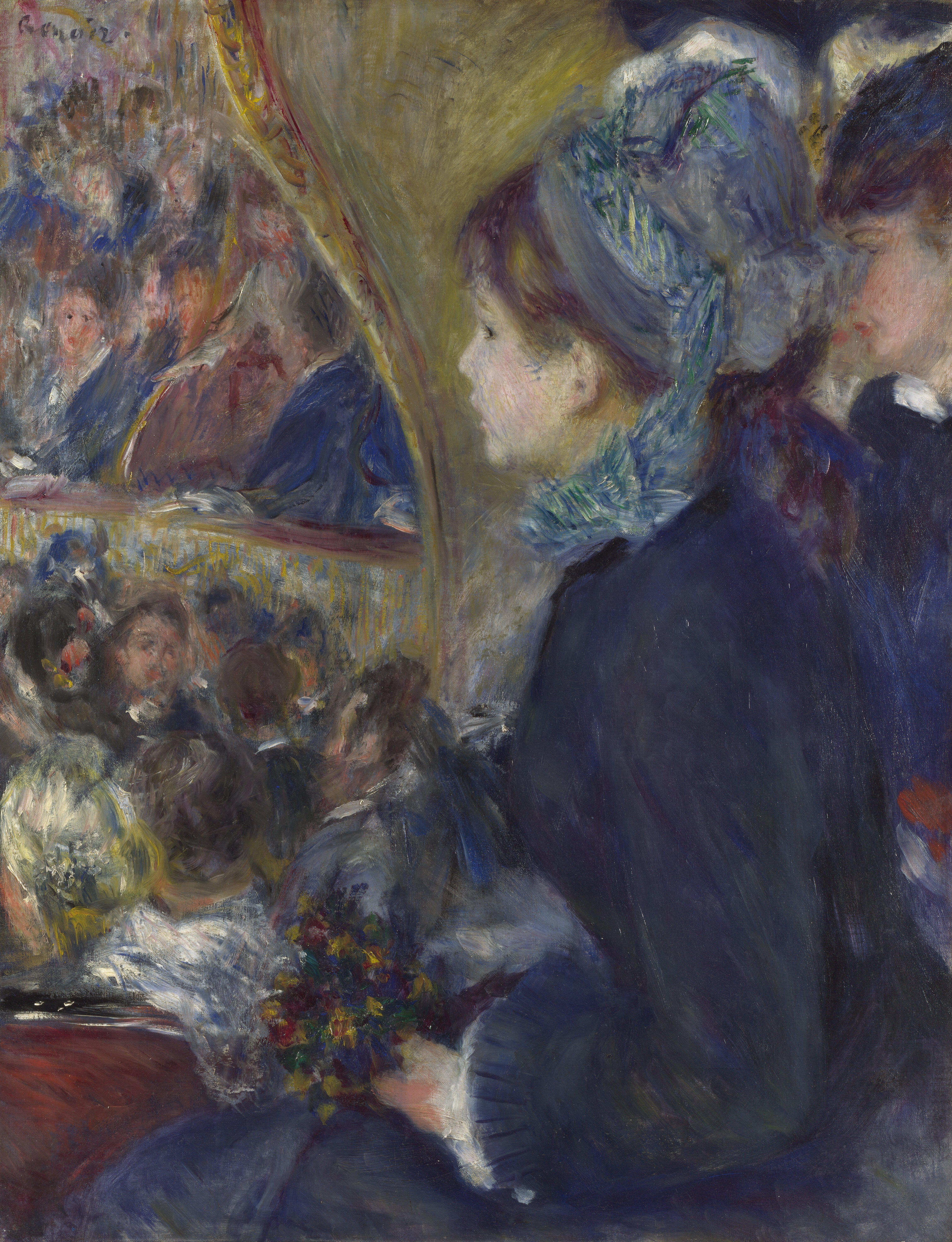
La première sortie (1876-77)
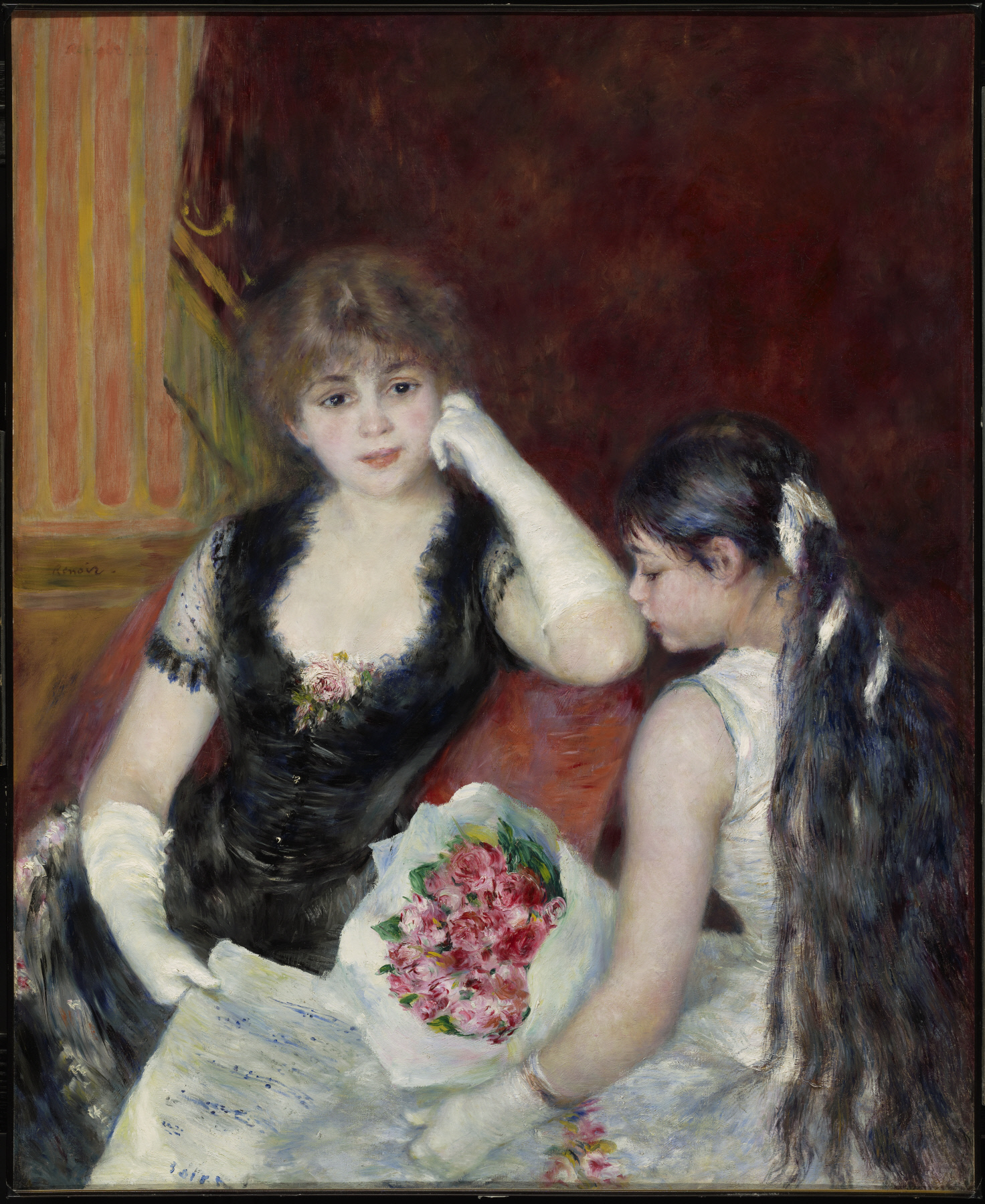
In de loge (1880)
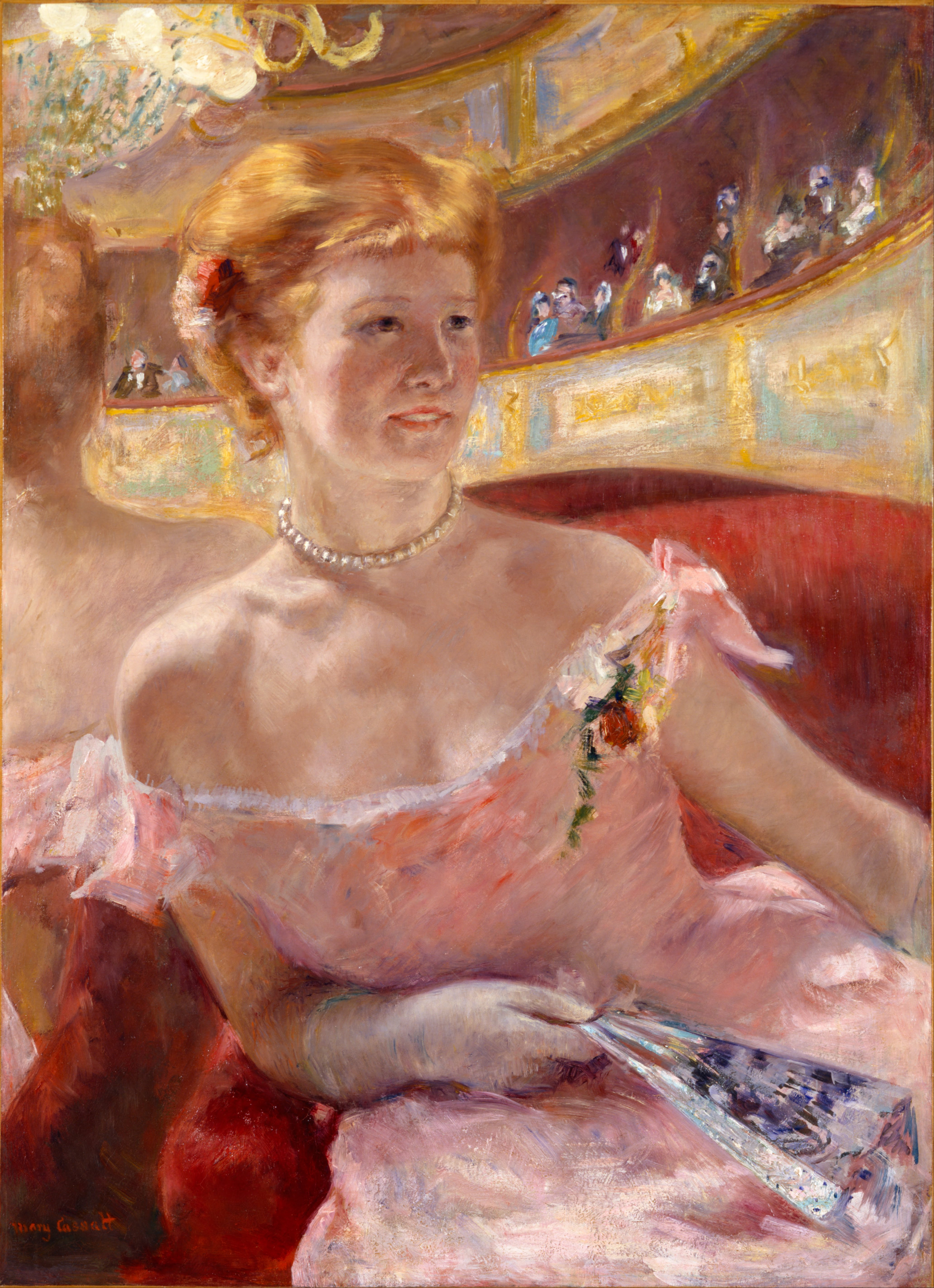
Vrouw met parelketting in een loge - Mary Cassatt
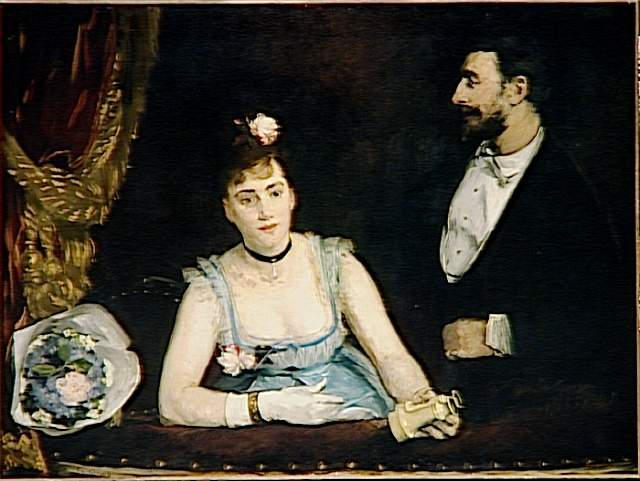
Een loge in het Théâtre des Italiens - Eva Gonzalès